# Podocnemididae
Los podocnemídidos (Podocnemididae) es una familia de tortugas nativas de Madagascar y el norte de Suramérica. Estas son tortugas pertenecientes al grupo Pleurodira, lo cual significa que no retraen sus cabezas hacia atrás, sino que la ocultan hacia los lados. Estas tortugas son todas semi-acuáticas, habitando corrientes y ríos. Sus caparazones son hidrodinámicos lo cual les facilita la natación.

## Taxonomía y sistemática
Las podocnemídidas han sido tradicionalmente unidas con sus parientes vivos más cercanos, los Pelomedusidae, bajo este último nombre, con ambos grupos siendo tratados como subfamilias. Bajo este esquema, el presente grupo es nombrado Podocnemidinae. Algunos autores aún mantienen esta clasificación, pero aquí se prefiere mantener a ambos grupos como familias distintas bajo la superfamilia Pelomedusoidea.
La familia Podocnemididae contiene solo tres géneros vivientes, dos de ellos monotípicos:
- Erymnochelys Baur, 1888 – Tortuga de Cuello Oculto Malgache
- Peltocephalus Duméril & Bibron, 1835 – Tortuga Cabezona Amazónica
- Podocnemis Wagler, 1830 – Tortugas charapas

La familia también abarca a un buen número de géneros prehistóricos, incluyendo a Albertwoodemys, Bairdemys, Bauruemys, Brontochelys, Caninemys, Carbonemys, Cordichelys, Dacquemys, Lapparentemys, Latentemys, Lemurchelys, Mogharemys, Neochelys, Papoulemys, Peiropemys, Pricemys, Shweboemys, Stereogenys, Turkanemys, Cambaremys, Cerrejonemys, Kenyemys, Roxochelys y Stupendemys. Stupendemys vivió hace cerca de 5.5 millones de años en el norte de Suramérica, y fue una de las mayores tortugas de agua dulce y la mayor pleuródira conocida a la fecha.
Cladograma basado en el Catalogue of Life:
| Podocnemididae | \| \| Erymnochelys \| \| \| \| \| \| Peltocephalus \| \| \| \| \| \| Podocnemis \| \| \| \| |
|                | \| \| Erymnochelys \| \| \| \| \| \| Peltocephalus \| \| \| \| \| \| Podocnemis \| \| \| \| |
|                | Carettochelyidae                                                                            |
|                |                                                                                             |
|                | Chelidae                                                                                    |
|                |                                                                                             |
|                | Cheloniidae                                                                                 |
|                |                                                                                             |
|                | Chelydridae                                                                                 |
|                |                                                                                             |
|                | Dermatemydidae                                                                              |
|                |                                                                                             |
|                | Dermochelyidae                                                                              |
|                |                                                                                             |
|                | Emydidae                                                                                    |
|                |                                                                                             |
|                | Geoemydidae                                                                                 |
|                |                                                                                             |
|                | Kinosternidae                                                                               |
|                |                                                                                             |
|                | Pelomedusidae                                                                               |
|                |                                                                                             |
|                | Testudinidae                                                                                |
|                |                                                                                             |
|                | Trionychidae                                                                                |
|                |                                                                                             |
|                | Erymnochelys                                                                                |
|                |                                                                                             |
|                | Peltocephalus                                                                               |
|                |                                                                                             |
|                | Podocnemis                                                                                  |
|                |                                                                                             |

|  | Erymnochelys  |
|  |               |
|  | Peltocephalus |
|  |               |
|  | Podocnemis    |
|  |               |